# Ioan Cheri
Ioan Cheri (n. 1863, Poiana Sibiului – d. 1926, Cluj) a fost un deputat în Marea Adunare Națională de la Alba Iulia, organismul legislativ reprezentativ al „tuturor românilor din Transilvania, Banat și Țara Ungurească”, cel care a adoptat hotărârea privind Unirea Transilvaniei cu România, la 1 decembrie 1918.:p. 77

## Biografie
Ioan Cheri a fost profesor la Beiuș, iar în anul 1907 devine profesor la Gimnaziul din Brad. După 1918 a fost director la Liceul „Aurel Vlaicu” din Orăștie.:p. 197

## Activitatea politică

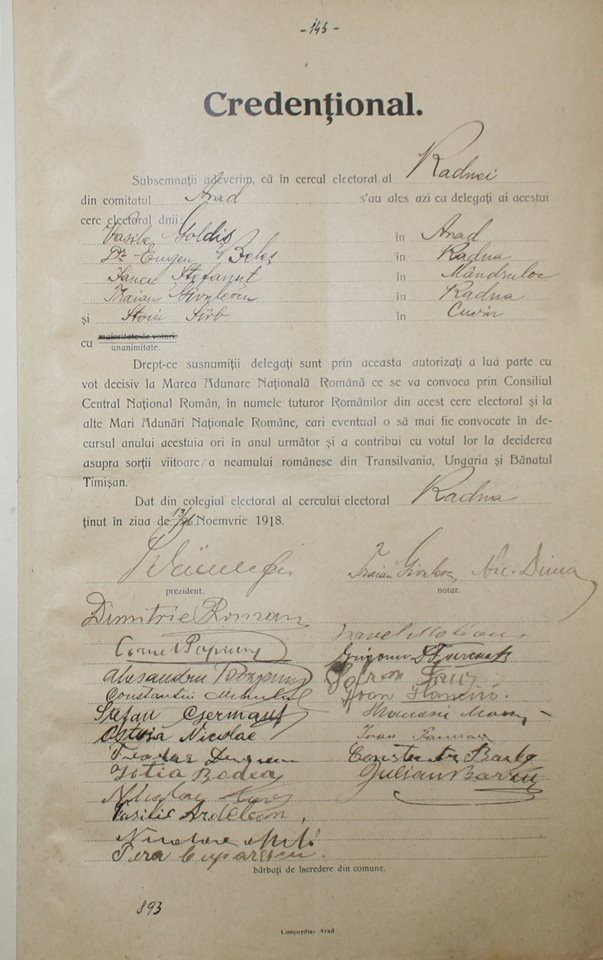
Credențional

Ca deputat în Adunarea Națională din 1 decembrie 1918 a reprezentat, ca delegat de drept, cercul electoral Deva.:p. 197